# Phyllopalpus brunnerianus
Phyllopalpus brunnerianus är en insektsart som först beskrevs av Henri Saussure 1874.  Phyllopalpus brunnerianus ingår i släktet Phyllopalpus och familjen syrsor. Inga underarter finns listade i Catalogue of Life.